# Les Franciscaines Deauville
Les Franciscaines Deauville est un équipement culturel situé à Deauville.
Les collections du musée et de la médiathèque concernent la musique, la littérature, la peinture, la poésie, la création numérique et la photographie, la chanson et le cinéma.
Le bâtiment, érigé en 1876 a été occupé jusqu'en 2012 par les sœurs de la communauté Notre-Dame de la Pitié.

## Historique
En 1876, Adèle Mérigault fait l'acquisition d’un terrain de 25 ha où est construite la chapelle Notre-Dame de la Pitié. La pose de la première pierre (contenant une relique de saint François d'Assise) annonce la construction d'un orphelinat en 1877. La même année, le 29 juin, quatre sœurs religieuses, détachées de la congrégation des franciscaines de Notre-Dame de la Pitié de Perrou (Orne), arrivent à Deauville pour prendre en charge l’orphelinat Saint-Joseph. En 1878, plusieurs nouveaux bâtiments sont construits tels que le pavillon Saint-Joseph (orphelinat), le cloître, les écuries, les remises et de la buanderie.
En 1905, en vertu de la Loi de séparation des Églises et de l'État, l'ordre est donné à la communauté de quitter les lieux. Alors qu’elles se préparent à partir pour Malines (Belgique) avec bagages et mobiliers, les sœurs sont rappelées, à la demande de la municipalité de Deauville afin de poursuivre et d’assurer la prise en charge des orphelines. Les Premiers équipements médicaux au sein de l’orphelinat arrivent, puis s'ensuit la fondation d’une section deauvillaise de la Croix-Rouge par la comtesse Le Marois, en 1912. L’orphelinat est transformé en hôpital auxiliaire (n°16) le 6 août 1914. Il compte 102 lits à la fin de la même année et se spécialise à partir de 1916 en centre d’ophtalmologie. Quelques années plus tard, la congrégation des « sœurs franciscaines de Notre Dame de Pitié de Deauville » devient autonome et se détache de la règle et des usages de Perrou, le 24 octobre 1916.
En 2012, la ville de Deauville manifeste son intérêt pour l’acquisition du couvent, du pavillon Biesta-Monrival et de l’aumônerie de la congrégation des sœurs franciscaines. Durant l’automne 2013, 2014, 2015, le festival Planche(s) Contact investit les salles du rez-de-chaussée et la chapelle. En 2014 a lieu la remise du programme architectural, technique et scénographique du concours de Maîtrise d’œuvre pour la réalisation d’un équipement culturel sur l’ancien site de la congrégation des sœurs franciscaines. En juin 2020 était prévue l'inauguration des Franciscaines Deauville, reportée par la crise du Covid-19 à mai 2021. Le centre est ouvert au public depuis cette date.

## Expositions temporaires
- L'Exposition inaugurale Sur les chemins du paradis[5] prévue initialement du 27 juin au 13 septembre 2020, et reportée à cause de la crise du Coronavirus (Covid-19) s'est tenue du 19 mai au 22 août 2021.
- Du 25 janvier au 8 mai 2022 l'exposition temporaire est consacrée à Nadia et Fernand Léger.
- Du 2 mars au 26 mai 2024, Zao Wou-Ki, les allées d'un autre monde, exposition monographique dédiée à l'œuvre de l'artiste franco-chinois, naviguant entre la tradition de son pays natal et la modernité occidentale, qui souligne la liberté artistique de Zao Wou-Ki à travers la diversité des expressions plastiques et intellectuelles qu'il a explorées tout au long de sa vie[6].
- Du 1er mars au 1er juin 2025, Sebastião Salgado, exposition rétrospective réalisée dans le cadre de l' Année du Brésil à partir de la collection de la Maison européenne de la photographie (MEP) offrant un panorama complet de l'œuvre du photographe franco-brésilien[7].
- Du 24 mai 2025 au 4 janvier 2026, Mondes Marins de Pierre et Gilles, réunissant pour la première fois des œuvres iconiques de leurs débuts il y a près de cinquante ans ainsi qu'une sélection de pièces emblématiques, issues de galeries et de collections privées [8],[9].